# Joseph Minten
Hubert Joseph Minten (geboren am 5. Januar 1862 in Sürth; gestorben am 18. April 1940 in Braunsfeld (Köln)) war ein preußischer Verwaltungsjurist, Beigeordneter und Landrat.

## Leben
Der Katholik Joseph Minten wurde als Sohn des Gutsbesitzers Johann Heinrich Minten und dessen Ehefrau Anna Minten geb. Bommerich in Sürth, einem damaligen Vorort von Köln im gleichnamigen Landkreis geboren. Nach dem Besuch des Kölner Kaiser-Wilhelm-Gymnasiums, von dem er mit Ablegung der Reifeprüfung zu Ostern 1881 abging, studierte er in Tübingen (Sommersemester 1882), Bonn (Immatrikulation 6. November 1882 bis Wintersemester 1883/1884), München (Sommersemester 1884) und erneut in Bonn (Immatrikulation 11. November 1884) Rechtswissenschaften. In Tübingen wurde er 1882 Corpsschleifenträger der Borussia Tübingen. Mit Ablegung der ersten juristischen Prüfung am 7. Dezember 1885 zum Gerichtsreferendar vereidigt setzte er seine juristische Ausbildung bei den Justizbehörden in Köln fort, unterbrochen durch die Ableistung seiner Militär-Dienstpflicht vom 1. Oktober 1886 bis 1887. Nach der Ablegung der Großen Staatsprüfung am 19. September 1891 und unter Ernennung zum Gerichtsassessor trat Minten dann in den Dienst des Amtsgerichts Mülheim (Rhein).
Zur Einarbeitung in die Kommunalverwaltung im Dienst der Stadtverwaltung Köln seit dem 1. Februar 1892 aus dem preußischen Justizdienst beurlaubt, wurde Joseph Minten am 1. Dezember 1892 zum Beigeordneten der Stadt Köln gewählt. Auf die Bestätigung vom 22. März 1893 folgte am 13. April 1893 die Einführung in sein neues Amt als besoldeter Beigeordneter der Stadt Köln, aus dem er zum 1. Oktober 1900 ausschied. Zwei Jahre darauf wurde Minten mit Allerhöchster Kabinettsorder (AKO) vom 4. November 1902 definitiv und in der Nachfolge des auf eigenen Wunsch zum 1. April 1902 in den Ruhestand getretenen Franz von Dreyse zum Landrat des Landkreises Köln ernannt. Seine Amtseinführung erfolgte am 10. Dezember 1902. Dort trat er auf eigenes Gesuch vom 9. November 1919 (§ 13 der Verordnung vom 26. Februar 1919) zum 31. Januar 1920 in den Ruhestand und schied am 17. Mai 1920 aus dem Amt, sein Nachfolger Philipp Heimann nahm seinen Dienst zwei Tage zuvor am 15. Mai auf.

## Familie
Minten heiratete am 12. Juni 1895 in Köln Anna Catharina Johanna Leven (geboren 1874), eine Tochter des Fabrikanten Adolf Leven aus dessen Ehe mit der am 28. November 1882 in Köln gestorbenen Anna Leven, geb. Wahlen. Minten starb im Kölner Stadtteil Braunsfeld in der Wiethasestr. 17.

## Ehrungen
- Charakterisierung als Geheimer Regierungsrat (1917)
- Eisernes Kreuz am weißen Bande
- Roter Adlerorden 4. Klasse